# 2-й украинский батальон имени Тараса Шевченко
2-й украинский батальон французских войск на родине (фр. Le 2ème Bataillon Ukrainien des Forces Françaises de l’Intérieur), также известный как 2-й украинский батальон имени Тараса Шевченко — батальон сил французского Движения Сопротивления, образованный в 1944 году из бывших полицаев 118-го украинского батальона шуцманшафта и участвовавший в боях против немецких войск в последний год войны.

## Предыстория
Основой для 2-го украинского батальона французских партизан послужили два батальона шуцманшафта: 115-й и 118-й, которые были образованы в марте 1942 года в Киеве. Они состояли частично из угнанных на работу в Германию, частично из военнопленных (добровольно согласившихся служить немцам). Батальоны несли охранную службу в Белоруссии, ведя борьбу против партизан и терроризируя местное население. Подразделение участвовало в целом ряде тяжких военных преступлений, в частности в сожжении деревни Хатынь, в ходе которого были убиты и преданы огню 149 мирных жителей, половина из них — дети.
После освобождения советской армией Минска оба батальона были уведены в июле 1944 года в Варшаву и соединены в один батальон — 2-й батальон 2-го полка 30-й ваффен-гренадерской дивизии СС (2-й русской), однако личный состав бывших полицаев счёл за лучшее больше не воевать на стороне гитлеровцев.

## Переход на сторону партизан
19 августа 1944 года батальон прибыл в Безансон и отправился в Вальдагону. Командовал батальоном капитан Александр Негребецкий, бывший военнослужащий Армии УНР. По пути в Вальдагону украинцы попытались установить первые контакты с французскими партизанами и приняли решение как можно скорее перейти к французам, чтобы как-то поддержать местных жителей и хотя бы на время парализовать деятельность немецких частей во Франции. Инициаторами этой идеи стали лейтенанты Билык и Фёдоров. В ночь с 26 на 27 августа в 3 часа утра батальон сбежал из военного лагеря: эсэсовцы, открыв огонь, нарвались на ответный и потеряли 24 солдата и офицера убитыми. Шевченковцы забрали с собой 45-мм противотанковую пушку 53-К, 8 станковых пулемётов, 25 пистолетов-пулемётов и 4 миномёта. Лейтенант Василий Мелешко во главе батальона из 456 человек был первым, кто установил контакт с партизанами после полутора суток поисков, пройдя через Бу-де-Но.
Найдя французских партизан, батальон официально был переименован во 2-й батальон имени Тараса Шевченко и стал часть французских войск на родине (FFI), выполняя распоряжения полковника Виктора Пети. Александр Негребецкий принял командование батальоном, представив его полковнику Лагарду из французской армии и британскому капитану Альберту. 31 августа 1944 по поручению командования французов батальон приступил к выполнению первой задачи: на дороге Безансон—Вальдагон им предстояло уничтожить транспортный обоз. 1-я сотня под командованием лейтенанта Билыка атаковала обоз в 8 км от Вальдагона в лесу и уничтожила его, захватив походную канцелярию и архивы. Данные из архивов позволили французам провести успешно ряд первостепенных операций. В ходе боя был ранен рядовой Погорицкий.
4 сентября 2-й батальон имени Шевченко, вошедший в 1-ю французскую армию генерала Латра де Тассиньи, готовился занять дорогу Море—Понтарлье. Лейтенант Фёдоров и полковник Пети обсуждали план будущего наступления на Понтарлье, помощь шевченковцам оказывали бойцы 3-го полка сипахов (3-й полк алжирских стрелков). 5 сентября 3-я сотня лейтенанта Фёдорова и войска французских партизан освободили город Понтарлье и взяли в плен несколько сотен немцев. В ходе боя погиб солдат Бронислав Лужинский, тяжело ранены были младший сержант Лукинюк и рядовой Михаил Токарь. 9 сентября 1-я и 2-я сотни Негребецкого освободили Дамблен (в боях погиб один человек и были трое ранены), а местные жители установили памятник, который был открыт спустя два года, 15 сентября. 12 сентября 1944 бой приняла сотня Фёдорова вместе с сотней французской армии, попав в немецкую засаду у Мошама. Спустя двое суток с большим трудом партизаны сумели прорвать тройное кольцо окружения, Фёдоров командовал отступавшими войсками. Французское командование наградило восемь солдат батальона.

## Роспуск батальона
Однако вскоре французы получили сообщение от советского посольства и вынуждены были 28 сентября расформировать батальон. Шевченковцы сдали оружие и отправились в Марсель, 11 октября 1944 батальон был расформирован. 5 октября французские власти предложили бойцам либо остаться во Франции, либо вернуться в СССР. 116 человек предпочли репатриироваться, рискуя попасть в Советском Союзе под суд за сотрудничество с нацистами, и отправились по морю в Одессу; 230 украинцев остались во Франции. Часть приспособилась к мирной жизни, остальные ушли служить в 13-ю полубригаду Французского Иностранного легиона.

## Разоблачение военных преступников
Возвращавшиеся в СССР бойцы батальона должны были проходить фильтрационные лагеря и несколько уровней проверок для установления их деятельности на оккупированных территориях. Многие сознались в коллаборации с оккупантами и были приговорены к длительным срокам заключения в лагерях. Однако, о службе в 115-м и 118-м батальонах шуцманшафта, а также в содеянных преступлениях против гражданского населения все предпочитали молчать.
17 сентября 1955 года Президиум Верховного Совета СССР распорядился амнистировать лиц, сотрудничавших с оккупантами во время войны. На волю вышли и многие бойцы батальона.
В 1970-х годах Советский Союз вернулся к расследованию преступлений, совершенных нацистскими оккупантами на территории страны. Были подняты архивы разных областей, и следователи вышли на участников казни мирных жителей деревни Хатынь.
На основании собранных материалов в 1973 году было возбуждено уголовное дело в отношении бывших бойцов батальона Григория Лакусты, Михаила Курки, Остапа Кнапа, Ивана Лозинского, Степана Сахно. Их судили в Гродно. На основании документов, вещественных доказательства, показаний свидетелей и подсудимых, все одни были признаны виновными. Лакуста, Курка, Кнап и Лозинский приговорены к смертной казни, Сахно — к 12 годам тюрьмы.
В 1975 году в Минске состоялся суд над бывшим унтерштурмфюрером Василием Мелешко. Его также признали виновным в расправе над жителями Хатыни и приговорили к расстрелу.
Другой член батальона Владимир Катрюк, на которого сослуживцы в своих показаниях указывали как на активного соучастника преступления, жил в Квебеке и умер в глубокой старости в 2015 году, избежав судебного преследования. Накануне смерти Канада отказала России в выдаче Катрюка для суда.